# ジョン・エヴァンス＝フリーク (第6代カーベリー男爵)

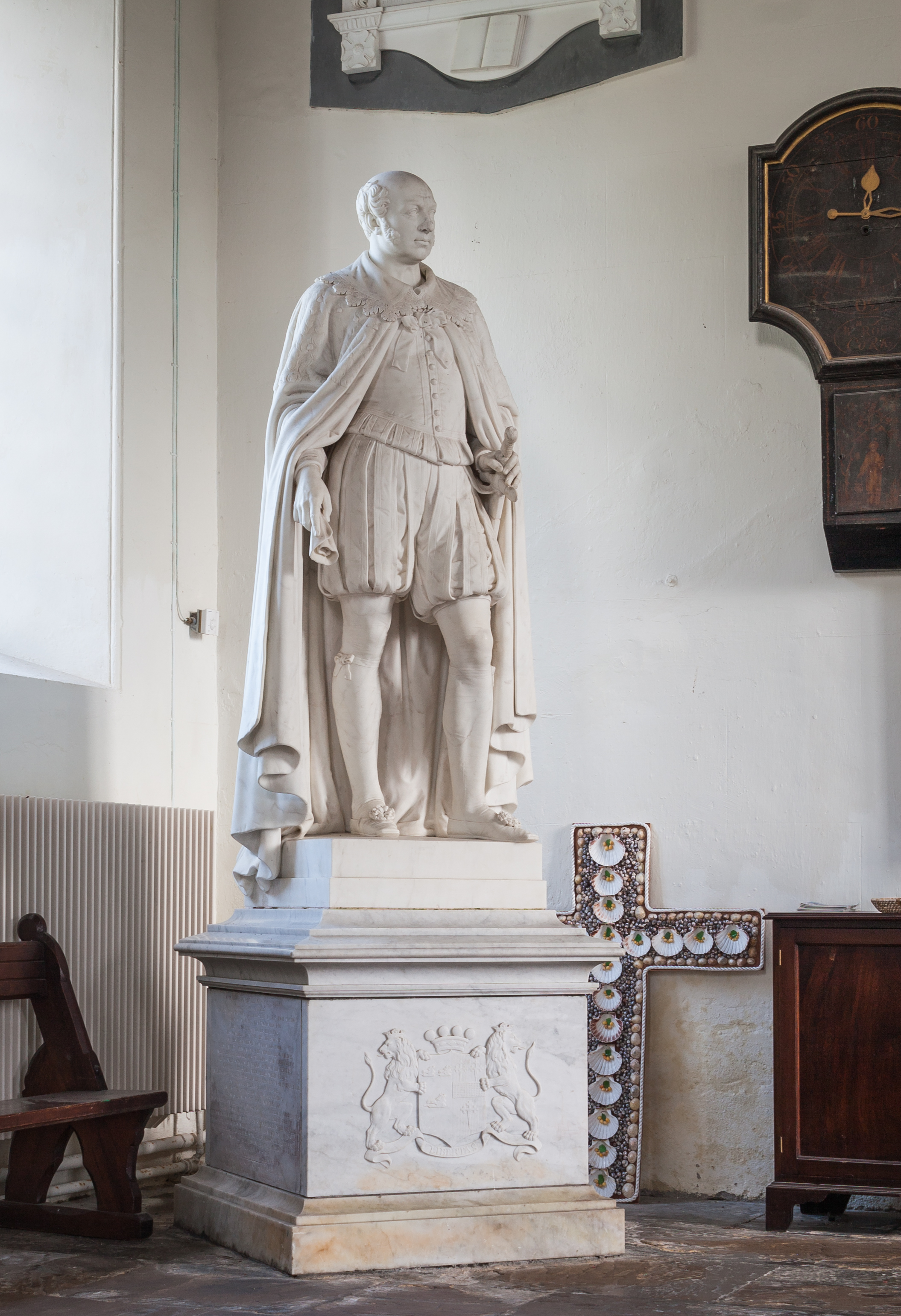
コーク県の聖ファフトナ聖堂にあるカーベリー男爵の彫像、2017年撮影。

第6代カーベリー男爵ジョン・エヴァンス＝フリーク（John Evans-Freke, 6th Baron Carbery、1765年11月11日 – 1845年5月12日）は、アイルランド王国出身の貴族、政治家。トーリー党に属し、アイルランド庶民院議員、アイルランド貴族代表議員を務めた。

## 生涯
初代準男爵サー・ジョン・フリークと妻エリザベス（1776年9月没、初代アラン伯爵アーサー・ゴアの次女）の息子として、1765年11月11日に生まれた。1777年3月20日に父が死去すると、準男爵位を継承した。
1784年から1790年までドニゴール・バラ選挙区、1790年から1800年までバルティモア選挙区の代表としてアイルランド庶民院議員を務めた。
1807年3月4日に親族（祖父の兄の息子）にあたる第5代カーベリー男爵ジョン・エヴァンスが死去すると、カーベリー男爵位を継承、1812年に自身の継承権を証明した。その後、1824年1月30日にアイルランド貴族代表議員に選出され、1845年に死去するまで務めた。貴族院ではトーリー党に属し、1829年に首相ウェリントン公爵がカトリック解放賛成に転じたとき、首相に同調した。
1845年5月12日にコーク県カースルフリークで死去、爵位は弟パーシーの息子ジョージ・パトリック・パーシーが継承した。

## 家族
1783年1月25日、キャサリン・シャーロット・ゴア（Catherine Charlotte Gore、1766年9月 – 1852年2月23日、第2代アラン伯爵アーサー・ゴアの娘）と結婚したが、2人の間に子供はいなかった。